# Государства крестоносцев

Ближний восток в 1135 году, между первым и вторым крестовыми походами.

Государства крестоносцев — общее название нескольких феодальных государств, образованных крестоносцами в конце XI—начале XII веках в Малой Азии и Палестине и существовавших на протяжении XI—XIII веков. Были созданы четыре государства: графство Эдесса (1098—1150), княжество Антиохия (1098—1287), графство Триполи (1102—1289) и Иерусалимское королевство (1099—1291). Иерусалимское королевство занимало территорию нынешнего Израиля, Западный берег реки Иордан, сектор Газа и прилегающие районы. Остальные государства занимали территорию нынешней Сирии, юго-восточной Турции и Ливана. Название «государства крестоносцев» является не совсем точным, поскольку с 1130 года очень немногие франки были крестоносцами.
Эдесса пала под натиском турок в 1144 году, остальные королевства продержались до конца XIII века, после чего попали под власть Мамлюкского султаната. Антиохия была захвачена в 1268 году, а Триполи — в 1289 году. Когда в 1291 году пала Акра, столица Иерусалимского королевства, последнее государство крестоносцев перестало существовать, а выжившие бежали в королевство Кипр, основанное после Третьего крестового похода.

## Предпосылки

Европа накануне Первого крестового похода (1092 год)

Территории, на которых призывы к крестовым походам были встречены с наибольшим энтузиазмом, ранее являлись частью Каролингской империи. После распада империи её место заняли два слабо объединенных государства-преемника. Восточная часть — Священная Римская империя — включала Германию, северную Италию и прилегающие территории. Германия была разделена на герцогства, такие как Нижняя Лотарингия и Саксония, и их герцоги не всегда подчинялись приказам императоров. Западное государство-преемник, Франция, было ещё менее сплочённым. Французские короли напрямую контролировали только небольшой центральный регион. Остальными регионами правили графы и герцоги, и некоторые из них были весьма богатыми и могущественными, в частности, герцоги Аквитании и Нормандии, а также графы Анжуйи, Шампани, Фландрии и Тулузы. Германия и Франция были окружены независимыми королевствами, каждое из которых находилось под властью своего короля, среди которых была самая централизованная западноевропейская монархия, Англия.
Взаимодействие между западными христианами и мусульманами происходило в основном в двух формах: война и торговля. В течение VIII и IX веков мусульмане вели наступление на Европу, торговля также была более выгодной для мусульманского мира, поскольку Европа того времени была слаборазвитым сельским регионом и в обмен на пряности, ткань и различные предметы роскоши Ближнего Востока могла предложить только сырьё и рабов. Изменение климата во время средневекового климатического оптимума по-разному повлияло на Ближний Восток и Западную Европу. На востоке это вызвало засуху, а на западе улучшило условия для сельского хозяйства. Более высокие урожаи и благоприятный климат привели к росту населения, расширению торговли, а также к появлению процветающей военной и торговой элиты.
Государственный и общественный строй католической Европы того времени описывается термином «феодализм». В феодальных обществах земельные участки предоставлялись во владения в обмен на услуги, которые получатель или вассал должен был оказывать дарителю или сеньору. Вассал был зависим от сеньора и был обязан оказывать ему военную поддержку. Войны и стычки были обычным явлением в раздробленных феодальных государствах, в результате чего возник класс конных воинов, известных как рыцари. Многие из них строили замки, и их конфликты приносили много бед мирному населению. Развитие рыцарского сословия также совпало с процессом закрепощения европейского крестьянства, хотя связь между этими двумя процессами неясна. Поскольку феодальные владения могли создаваться путем захвата земель, европейские аристократы охотно начинали наступательные военные кампании даже на отдалённых территориях. Экспансия католической Европы в Средиземноморье началась во второй половине XI века. Норманны завоевали южную Италию у византийцев и изгнали мусульман с Сицилии; французские феодалы начали наступление на Пиренейский полуостров, который находился под властью мавров; флот итальянских государств совершал набеги на порты Северной Африки. Эта смена власти была особенно выгодной купцам из итальянских городов-государств Амальфи, Генуи, Пизы и Венеции. Они сменили мусульманских и еврейских посредников в прибыльной транссредиземноморской торговле, и их флот стал доминирующей военно-морской силой в регионе.
После почти тысячи лет непрерывной смены пап в Риме, папство стало старейшим католическим учреждением в Европе того времени. Папы считались преемниками апостола Петра, и влияние папской должности сильно возросло. Реформы Григория VII на западе уменьшили влияние мирян на церковную жизнь и усилили папскую власть над духовенством. Восточные христиане продолжали считать пап не более чем одним из пяти церковных патриархов и отвергали идею папского превосходства. Их противодействие, наряду с различиями в богословии и литургии, вызвало острые споры, и конфликт обострился, когда папский легат отлучил Вселенского Патриарха Константинопольского от церкви в 1054 году. Патриархи Александрии, Антиохии и Иерусалима встали на сторону Вселенского Патриарха против папства, но раскол между Востоком и Западом еще не был полным, и Католическая и Православная церкви оставались союзниками. Также григорианские реформы усилили влияние пап на светские вопросы. Для достижения своих политических целей папы отлучили своих оппонентов от церкви, предавали анафеме целые государства и сулили большие духовные награды тем, кто будет защищать папство с оружием в руках. В 1074 году папа Григорий VII даже собирался начать военную кампанию против турок-сельджуков, напавших на византийские территории в Малой Азии.

## Левант
По окончании Первого крестового похода на территории Леванта были основаны четыре христианских государства.
- Эдесское графство, первое государство крестоносцев на Востоке. Было основано в 1098 году.
- Антиохийское княжество
- Графство Триполи
- Иерусалимское королевство, просуществовало вплоть до падения Акры в 1291 году. В подчинении у королевства находилось несколько вассальных сеньорий, в том числе четыре наиболее крупные:
  - Княжество Галилеи
  - Графство Яффы и Аскалона
  - Трансиордания — сеньория Крака, Монреаля и Сент-Авраама
  - Сеньория Сидона

Кроме того, дворянский род Лузиньянов некоторое время управлял Киликийским царством.

## Кипр и Византия
Во время 3-го крестового похода король Ричард Львиное Сердце случайно попал на Кипр. Местный правитель Исаак I, боялся Ричарда и приказал выстроить баррикады перед Лимоссо. Там он обнаружил свою невесту, ранее тоже случайно приставшую здесь, которую Исаак пленил и на требование английского короля отпустить её ответил отказом. Баррикады лишь помогали стрелкам Ричарда, укрывая от стрел киприотов, и Лимоссо пал на следующий день. Ричард менее чем за месяц (6 мая — 1 июня 1191 года) завоевал весь остров и позже продал его за 100 тысяч марок Ги I, королю Иерусалима. Так было основано Кипрское королевство, которым до 1489 года управляли потомки смещенных королей Иерусалима, после чего оно было завещано королевой Катериной Республике Венеция, которая уже второе десятилетие пыталась присоединить остров.
Во время 4-го крестового похода Византийская империя была частично завоевана крестоносцами, которые основали на её территории пять государств.
- Латинская империя
- Королевство Фессалоники
- Герцогство Афинское
- Княжество Ахейское
- Сеньория Негропонта

Кроме того на островах Эгейского моря венецианцы основали герцогство Архипелага (или герцогство Наксос).
Важной особенностью государств крестоносцев, образованных на захваченных территориях Византии, было то, что византийские феодалы-архонты частично пополнили верхушку общества данных государств. Этим они отличались от государств крестоносцев на Ближнем Востоке, где крестоносцы вытеснили местную элиту. 
Эти государства столкнулись с атаками греческих государств — преемников Византии. Фессалоники и Латинская империя были отвоёваны греками в 1261. Наследники крестоносцев продолжали править в Афинах и на Пелопоннесе, пока эти земли не были захвачены Османской империей в XV веке.

## Средиземное море
Духовно-рыцарский орден госпитальеров обосновался в 1310 году на острове Родос и нескольких других островах Эгейского архипелага, в 1522 был изгнан турками-османами на Мальту.

## Пруссия

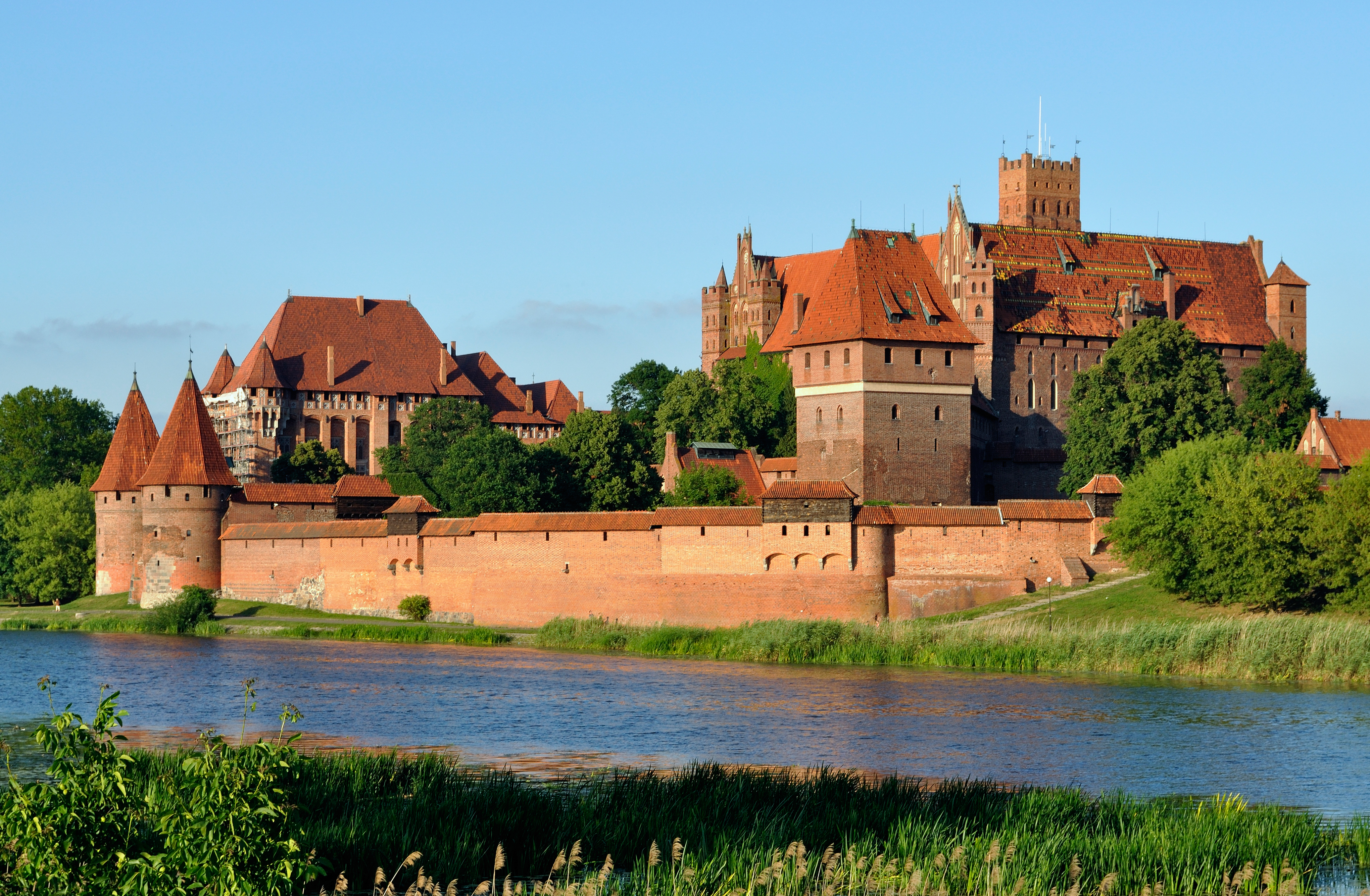
Замок Мариенбург — резиденция Великого магистра (гроссмейстера) Тевтонского ордена и столица орденского государства в Пруссии

Самое долговечное государство крестоносцам удалось создать в Восточной Европе. В 1217 году Папа Римский Гонорий III объявил поход против язычников-пруссов, а в 1225 году польский князь Конрад Мазовецкий сам пригласил рыцарей Тевтонского ордена для того, чтобы они помогли ему в борьбе с неспокойными соседями. В течение XIII века орден захватил не только земли пруссов, но и часть земель недавних союзников-поляков. На этой территории было создано теократическое католическое государство со столицей сначала в Мариенбурге (ныне Мальборк в Польше), позднее — в Кёнигсберге (ныне — Калининград в России).
В XV веке начался упадок ордена. В 1410 году он потерпел поражение от объединённого польско-литовского войска. Наконец, после ещё нескольких поражений, 8 апреля 1525 года последний перед воссозданием Ордена гроссмейстер тевтонского ордена подписал акт о ликвидации орденского государства и создании на его территории светского Прусского герцогства, находившегося в ленной зависимости от Польши.

## Политическое устройство
Иерусалимское государство было королевством. Основной задачей короля являлось руководство феодальным войском во время почти постоянной войны с соседями в первые десятилетия XII века. Короли редко награждали своих вассалов землями или владениями, а если это даже и происходило, то эти земли часто становились вакантными и возвращались короне из-за высокого уровня смертности. Вассалы короля получали за свою дружбу денежное вознаграждение. Благодаря этому земельные владения первых пяти королей были больше, чем владения остальных феодалов вместе взятые. В результате, эти короли Иерусалима обладали значительно большей внутренней властью, чем западные монархи того времени, но они испытывали недостаток кадров и административных структур, необходимых для управления такой большой территорией.

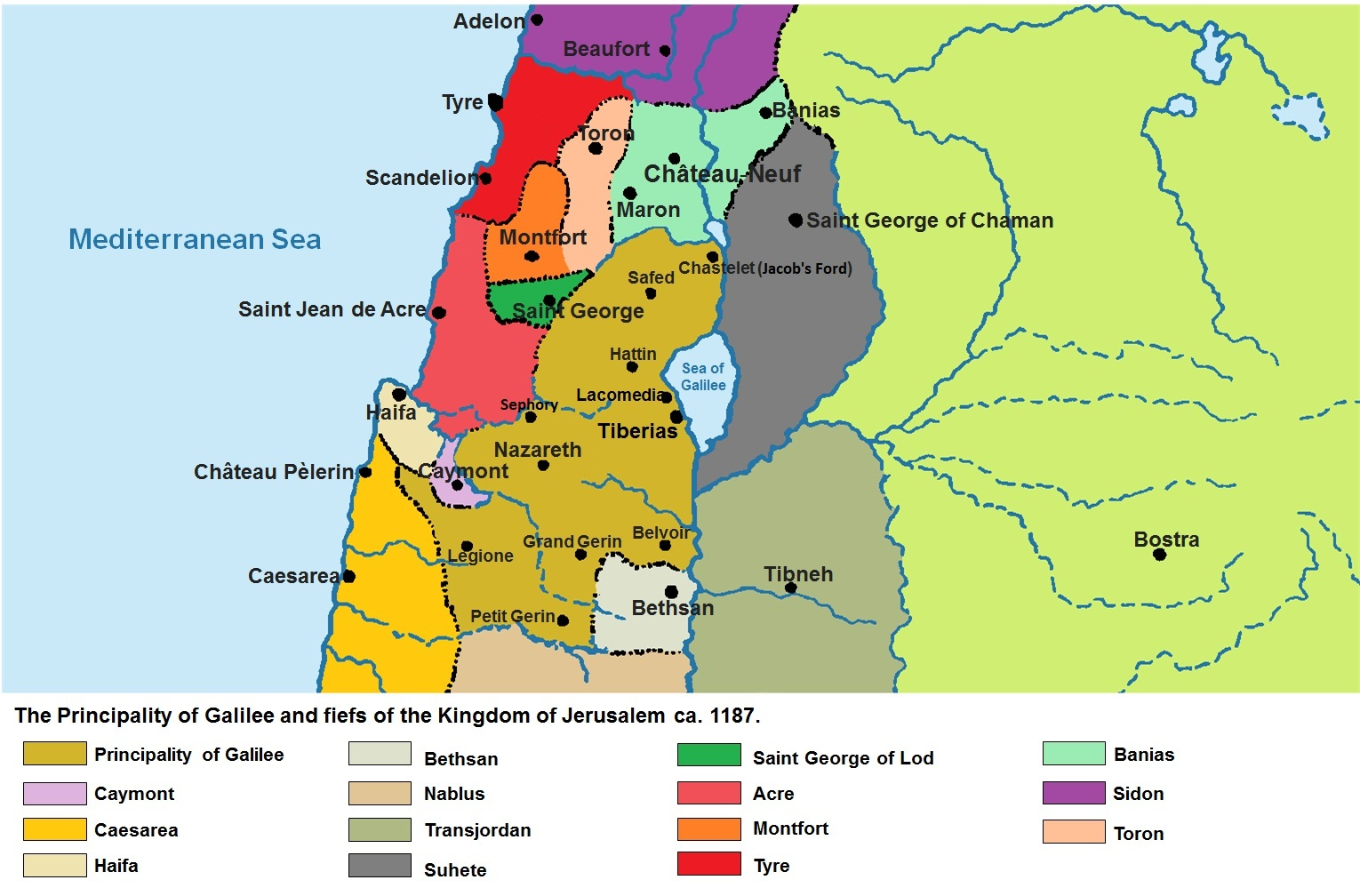
Феодальное деление Иерусалимского королевства к 1187 году

Во второй четверти XII века такие феодалы, как Рейнальд Шатийонский, лорд Заиорданья, и Раймонд III, граф Триполи, принц Галилейский, основали баронские династии и стали действовать как независимые правители. Королевская власть была упразднена, и управление землями стало осуществляться каждым феодалом в пределах своих владений. Централизованный контроль над феодалами осуществлялся в Высоком суде (лат. Curia regis, фр. parlement). Заседания суда представляли собой встречи между королем и его главными арендаторами — крупными феодалами. С этого времени легитимность монарха стала зависеть от согласия суда. Все члены Высокого суда были прямыми вассалами крупных феодалов и короля. Кворум состоял из короля и трёх крупных феодалов. В 1162 году был принят акт assise sur la ligece, который расширил количество членов суда до 600 феодалов. Таким образом все феодалы королевства стали прямыми вассалами короля и юридически разница между высшей и низшей знатью была упразднена. К концу XII века к суду присоединились руководители духовно-рыцарских орденов и руководители итальянских общин.
К началу Третьего крестового похода политическая система королевства ещё больше ослабла. С началом похода стало очевидно, что его инициаторы игнорировали местное политическое устройство. Короли Англии и Франции договорились о разделе будущих завоеваний, не учитывая интересы местной знати. Слабость короны Иерусалима была продемонстрирована быстрым предложением престола Конраду Монферратскому в 1190 году, а затем Генриху II, графу Шампани, в 1192 году, хотя эти назначения и обладали юридической силой благодаря завещанию Болдуина IV, оговаривающему, что поскольку Болдуин V умер несовершеннолетним, папа, короли Англии и Франции и император Священной Римской империи должны решить вопрос о престолонаследии страны.
До поражения при Хаттине в 1187 году законы, разработанные Высоким судом, были записаны в Письмах Гроба Господня. При падении Иерусалима все записанные законодательные акты были утеряны. С этого момента правовая система стала в значительной степени основываться на обычаях и положений утерянного законодательства, которые можно было вспомнить по памяти. Известный юрист Филипп из Новары сетовал: «Мы довольно плохо знаем [законы], потому что они известны понаслышке и по обычаю … и мы думаем, что … в Иерусалимском королевстве [бароны] гораздо лучше использовали законы и действовали в соответствии с ними более уверенно до того, как земля была потеряна». На этой почве стал появляться идиллический взгляд на правовую систему начала XII века. Бароны переосмыслили assise sur la ligece, с помощью которого Амори I хотел укрепить королевскую власть, в результате чего права монарха были ещё больше ограничены. Особенно это коснулось права монарха конфисковать феодальные владения без решения суда.
Начиная с мая 1229 года, когда Фридрих II покинул Святую Землю, чтобы защитить свои итальянские и немецкие земли, в Иерусалиме не было королей. В XIII веке монархия Иерусалима имела весьма ограниченную власть по сравнению с Западной Европой, где правители разработали организованный бюрократический аппарат, посредством которого они осуществляли контроль. В 1242 году бароны окончательно сконцентрировали в своих руках всю власть и назначили регентами королей Кипра. У трёх кипрских королей династии Лузиньянов не хватало ресурсов для возвращения утраченной территории. В результате один из них продал титул короля Карлу Анжуйскому, но тот так ни разу и не посетил королевство.

## Экономика

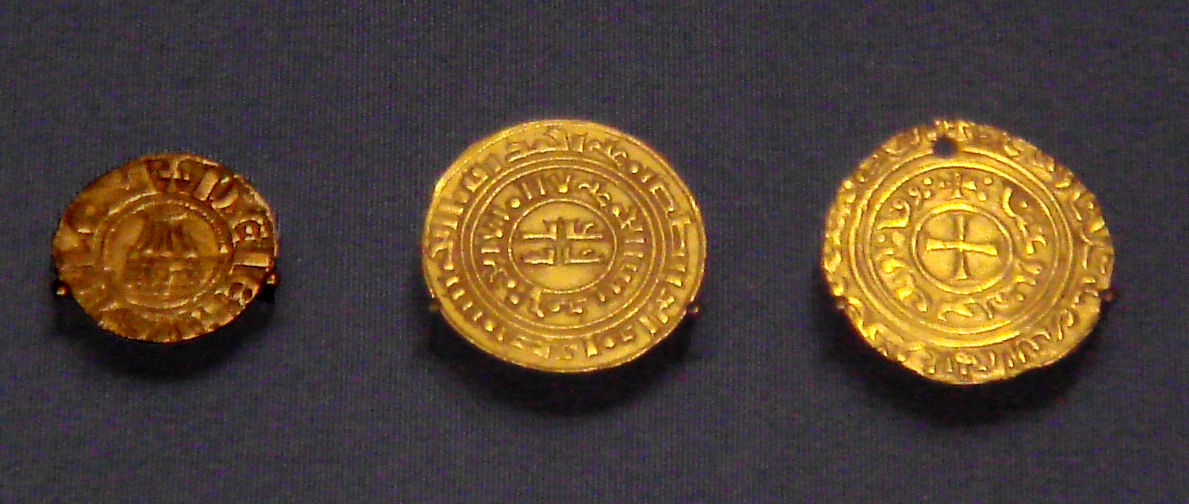
Монеты Иерусалимского королевства из Британского музея. Слева: денье в европейском стиле с Гробом Господним (1162—1175). В центре: куфический золотой безант (1140—1180 гг.). Справа: золотой безант с христианским символом (1250-е гг.)

Государства крестоносцев были экономическими центрами, препятствовавшими мусульманской торговле по морю с западом и по суше с Месопотамией, Сирией и городами дельты Нила. Торговля продолжалась через прибрежные города, в которых мусульманские торговцы перепродавали свои товары, и в Европу экспортировались беспрецедентные объемы восточных товаров. Торговля между Византией и мусульманами в XII и XIII веках так же выросла, и вполне вероятно, что именно крестовые походы спровоцировали её рост. Население и экономика Западной Европы процветали, формируя растущий социальный класс, который нуждался в товарах кустарного промысла и импорте с востока. Флот европейских государств вырос за счет более совершенных кораблей, улучшилась навигация, а паломники субсидировали путешествия. До первого падения Иерусалима в 1187 году процветало также и сельское хозяйство, но после захвата Иерусалима пришло в упадок.
Оливки, виноград, пшеница и ячмень были наиболее важными сельскохозяйственными товарами до завоеваний Саладина. Основными отраслями промышленности в городах были производство стекла и мыла. Итальянцы, провансальцы и каталонцы монополизировали судоходство, импорт, экспорт, транспортировку и банковское дело. Налоги на торговлю, рынки, паломников и промышленность в сочетании с доходами от недвижимости составляли доход франкской знати и церкви. Введение монополии вынудило крестьян использовать фабрики, печи и другие объекты, принадлежащие феодалам. Вместе с этим, наличие ручных мельниц в большинстве домашних хозяйств свидетельствует о том, что крепостные обходили некоторые монопольные запреты. Центрами производства были Антиохия, Триполи, Тир и Бейрут. Оттуда экспортировались текстиль (особенно ценился шёлк), стекло, красители, оливки, вино, кунжутное масло и сахар.
Франки Палестины использовали местную монетизированную экономическую систему. В ходу были серебряные европейские монеты северной Италии и южной Франции гибридной чеканки, франкские медные монеты арабского и византийского стилей, серебряные и золотые дирхамы и динары. После 1124 года франки скопировали египетские динары, создав золотой безант Иерусалима. После краха первого Иерусалимского королевства в 1187 году, когда сельское хозяйство пришло в упадок и торговля заняла его место в экономике, в обращении стали преобладать западные монеты. Хотя Тир, Сидон и Бейрут чеканили собственные серебряные пенни и медные монеты, существует мало свидетельств целенаправленных попыток создания единой валюты.
Итальянские морские республики Пиза, Венеция и Генуя активно участвовали в торговле с Палестиной, и это обеспечило франкам финансовую основу и военно-морские ресурсы. Взамен эти и другие города, такие как Амальфи, Барселона и Марсель, получали коммерческие права и доступ к восточным рынкам. Со временем общества западных торговцев превратилось в колониальные общины со своей собственностью и юрисдикцией. Коммуны итальянцев, провансальцев и каталонцев, в основном расположенные в портах Акко, Тир, Триполи и Сидон, имели разные культуры и обладали автономной политической властью отдельно от франков. Они оставались неразрывно связанными со своими родными городами, что давало им монополию на внешнюю торговлю, банковское дело и судоходство. Использовались также возможности для расширения торговых льгот. В 1124 году, например, венецианцы получили одну треть Тира и его территорий с освобождением от налогов в обмен на участие венецианцев в осаде Тира. Эти порты не могли заменить Александрию и Константинополь, которые были основными центрами торговли, но конкурировали с монархами и друг с другом за сохранение экономического преимущества. Количество коммун никогда не превышало сотни. Их сила проистекала из поддержки родных городов. К середине XIII века правители коммуны уже не признали власть франков и разделили Акко на несколько укрепленных миниатюрных республик.